# Tomáš Kolouch
Tomáš Kolouch (* 2. Dezember 1987) ist ein ehemaliger tschechischer Grasskiläufer. Er nahm an vier Juniorenweltmeisterschaften teil und startete 2006 zweimal im Weltcup.

## Karriere
Kolouch nahm erstmals 2002 an der Juniorenweltmeisterschaft im tschechischen Nové Město na Moravě teil, konnte sich dabei aber nur an vorletzter bzw. letzter Stelle klassieren. In der Saison 2003 bestritt er nur FIS-Rennen und Rennen im Tschechien-Cup, an der Junioren-WM in Goldingen nahm er nicht teil. Im Jahr 2004 fuhr Kolouch erstmals in einem FIS-Rennen unter die besten zehn und bei der Juniorenweltmeisterschaft 2004 im österreichischen Rettenbach wurde er 13. im Riesenslalom und 21. im Super-G. Zwei Top-10-Plätze gelangen ihm ein Jahr später bei der Junioren-WM 2005 in Nové Město. Er belegte Rang sieben im Super-G und Rang zehn in der Kombination sowie Platz 13 im Slalom und Platz 17 im Riesenslalom. In FIS-Rennen erreichte er während der Saison 2005 mehrere Top-20-Resultate. Bei der Juniorenweltmeisterschaft 2006 in Horní Lhota u Ostravy wurde Kolouch Zehnter im Super-G und 15. im Riesenslalom. Drei Wochen später erreichte er den sechsten Platz im FIS-Super-G von Branná. Am 19. August 2006 gab der Tscheche sein Debüt im Weltcup. Im Riesenslalom von České Petrovice belegte er den 25. Rang, tags darauf erreichte er im Slalom Platz 15. Im Gesamtweltcup der Saison 2006 kam er damit auf Rang 29. Diese beiden Weltcuprennen waren gleichzeitig seine letzten internationalen Rennen. Im September 2006 startete Kolouch noch im Finale des Tschechien-Cups, seit 2007 nimmt er an keinen Grasskirennen mehr teil.

## Erfolge

### Juniorenweltmeisterschaften
- Nové Město na Moravě 2002: 27. Kombination, 33. Slalom, 36. Super-G
- Rettenbach 2004: 13. Riesenslalom, 21. Super-G
- Nové Město na Moravě 2005: 7. Super-G, 10. Kombination, 13. Slalom, 17. Riesenslalom
- Horní Lhota u Ostravy 2006: 10. Super-G, 15. Riesenslalom

### Weltcup
- Zwei Platzierungen unter den besten 25